# Теократия

Верховный лидер Али Хаменеи во главе Ирана, иранский плакат. Иран является одной из немногих современных теократий.

Теокра́тия (от др.-греч. θεός — «Бог» + κράτος — «власть») — светская и духовная власть в одном лице.
- Форма правления, при которой власть в государстве находится в руках религиозного института и духовенства (юридическое определение);
- политическая система, при которой религиозные деятели имеют решающее влияние на политику государства (политологическое определение);
- система правления, при которой важные общественные дела решаются по божественным указаниям, откровениям или законам (теологическое определение)[2][3].

## Этимология
Слово «теократия» происходит от греческого θεοκρατία. Оно состоит из двух слов θεός (Теос), что означает «бог», и κρατέω (кратео) — «правило». Таким образом, θεοκρατία дословно переводится как «правление бога(ов)».
Термин был первоначально придуман Флавием Иосифом в первом веке нашей эры, чтобы описать характерную форму правления евреев. Иосиф Флавий утверждал, что, хотя человечество разработало много форм правления, большинство из них можно отнести к следующим трём типам: монархия, олигархия и демократия. Форма правления евреев, однако, была уникальной. Иосиф Флавий предложил термин «теократия», чтобы описать государство, установленное Моисеем, в котором Бог суверенен, а его слово — закон.

## История
Как описывает Геродот («История» 2:52), понятие «Бог» (θεος) было сформулировано у протогреческих племён пеласгов: «В прежние времена, как я узнал в Додоне, пеласги совершали жертвоприношения Богам, вознося молитвы, но не призывали по именам отдельных богов. Ведь они не знали ещё имён богов. Имя же „боги“ (θεοί) пеласги дали им потому, что боги установили (θεντες) мировой порядок и распределили все блага по своей воле».
Таким образом, теократия, согласно взглядам Геродота, имеет целью следование мировому порядку для установления в обществе гармонии (совершенного состояния). Сам обряд жертвования имел целью выяснить волю богов по состоянию жертвы, а позднее стал пониматься и как приношение Богу, имеющее целью склонить его к милости. Корни теократии теряются в глубинах истории: известно[кому?], что в древних государствах (в Египте, Месопотамии, Мексике и других местах) правители были жрецами и решали дела согласно своим религиозным убеждениям, а то и вовсе провозглашали себя богами.
Один из примеров теократии даёт Библия (книга Судей и книги Самуила — в русском синодальном переводе 1 и 2 Книги Царств), где описано, что в ранний период становления еврейского государства их обществом управляли судьи, которым Бог открывал свою волю. Для этой же цели священники использовали особый жребий: урим (светлый) и тумим (тёмный) — судя по всему, это были нечто вроде камней, которые находились в специальном мешочке у первосвященника. Процесс выяснения воли Бога состоял в том, что первосвященнику чётко формулировали вопрос, который должен иметь только два однозначных ответа: да или нет. Священник с молитвой обращался к Богу и доставал из мешочка тот камень, который придётся — считалось, что его рукой руководит Сам Бог. Урим означал «да», а тумим «нет». Оспорить это решение было нельзя, но говорят, что священники иногда хитрили и выбирали удобные для себя ответы.
Примеры других жеребьёвок описаны и в других местах Библии: так, Авраам испрашивал о будущем, разложив на жертвеннике разрубленные тела животных, и по их самовозгоранию понял, что его потомкам суждено владеть Ханааном (Быт. 15:8-18), а во время исхода евреи бросили жребий, кому следует быть первосвященником, разложив деревянные жезлы перед святилищем, и узнали достойного по тому, что его жезл пустил почки (Чис. 17:2-8).
Теократия была основой правления многих развитых государств древности. Так, все древние фараоны Египта были жрецами и провозглашали себя богами или сыновьями богов, в древней Греции решения нередко принимались на основе прорицаний оракулов (особых предметов, явления в которых разъяснялись специальными толкователями — жрецами или жрицами), и к оракулам правящие круги посылали специальные посольства (теории), а также на основе гаданий и прорицаний собственных пророков. Элементы теократии имелись и в более поздние времена — в Средние века и в Новое время, когда методом разрешения споров избирались рыцарские поединки и дуэли (иногда это принимало формы игры, например в кости или карты), или же просто бросание жребия — считалось, что на стороне победителя сам Бог, то есть его победа служит всеобщему благу. Существование теократий в древности не является, однако, доказательством их необходимости или пользы для современного общества. Напротив, современное понимание теократии исходит из того, что такая форма правления противоречит принципам религиозного плюрализма, демократии и моральным принципам современного общества.
Первым термин «теократия» использовал в своих сочинения Иосиф Флавий. Он писал, что в то время, как для греков есть всего три формы правления (аристократия, монархия и анархия), то у иудеев сложилась иная система, не попадающая ни в одну из греческих категорий.

## Исторические государства с элементами теократии
Наиболее крупными и известными теократиями в истории были халифат Омейядов, ранний халифат Аббасидов и в Папской области. И как с любым другим государством или империей, прагматизм был частью политики этих теократий.

### Древность
Имперские культы в Древнем Египте и других странах обожествляли правящего монарха, так что государственная религия была посвящена поклонению правителю как божеству или воплощению божества.
В древнем и средневековом христианстве существовала доктрина Цезаропапизм — учение о том, что глава государства является в то же время и главой церкви.

### Правление отрёкшихся императоров
В средневековой Японии существовал феномен, при котором фактическим правителем являлся отрёкшийся от престола император, принявший постриг в буддийские монахи.

### Тибет
До оккупации Китаем Тибет имел все признаки теократического государства, так как формально власть принадлежала Далай-ламе.

### Католицизм
В католицизме теократической формой отношений между церковью и обществом является папоцезаризм, при котором Папа Римский сосредотачивает в своих руках как духовную, так и светскую власть. Период с XI по XIV век является эпохой наивысшего развития папоцезаризма в Западной Европе.
Во время короткого правления, с 1494 по 1498 годы, Джироламо Савонаролы, доминиканского священника, Флоренцию можно считать теократией. В этот период нехристианские книги, статуи, стихотворения и другие предметы были сожжены, за содомию полагалась смертная казнь; христианские практики обрели силу закона.

### Реформация
Во времена Реформации, в период наибольшего влияния Жана Кальвина в Женеве, а также в колонии Массачусетского залива в период правления пуритан проявлялись многие черты протестантской теократии.

### Православие
В России периодом православного папоцезаризма являлось регентство митрополита Алексия в период малолетства князя Дмитрия Донского, а также патриаршество Филарета (Романова), когда он сосредоточил в своих руках как духовную, так и светскую власть, с 24 июня 1619 года по 1 октября 1633 года.
Попытку теократизации страны совершил в своё время патриарх Никон в годы правления Алексея Михайловича. После его возведения в сан патриарха, Никон занялся реформацией церкви, провёл масштабные преобразования. Всё это вылилось в гонения старообрядцев, в которых в том числе было вынуждено участвовать и государство. Желая получить полноту власти, Никон также выдвинул известный тезис «священство выше царства», что является прямой претензией на установление в России теократической монархии. Более того, уже во время кризиса отношений между патриархом и царём, Никон, уехав из Москвы, называл себя «великим государем». В своей теории церковного господства патриарх сравнивал власть церкви с Солнцем, а государства — с Луной, что и свидетельствует о том, что первую он ставил выше. Он полагал, что государство должно всецело подчиняться религиозным нормам, церковному закону. Объяснялось это тем, что последний исходит от самого Бога, поэтому ни один светский закон и всё светское право в целом не может претендовать на автономию.
Проект частичной теократизации государства (в форме клерикализации) был представлен в 1731 году воронежским священником Саввой Дугиным, автором ряда пророчеств и предложений о реформах, в числе которых было наделение протопопов властью контролировать деятельность воевод; в итоге Дугин был казнён в 1732 году.
В Новгородской республике формальным главой государства был архиепископ Новгородский, что даёт основание некоторым исследователям видеть в устройстве новгородского государства сочетание монархического (князь), аристократического (боярство), демократического (вече) и теократического (архиепископ) элементов.
Черногория в XVII—XIX веках была разделена на феодальные владения, верховным арбитром в спорах между которыми были черногорские митрополиты.
Правление архиепископа Макариоса III на Кипре с 16 августа 1960 года по 15 июля 1974 года, когда он одновременно был главой государства — президентом Республики Кипр и предстоятелем Кипрской православной церкви также может быть условно отнесено к православной теократии папоцезаристского типа.

### Иудаизм
В иудаизме теократическая монархия — единоличное управление царём, выполняющим волю Бога, которую Бог открывает ему в знамениях, снах или через пророков. Примерами такого правления в Библии являются царь Давид, Соломон, Езекия и некоторые другие древние иудейские цари. Теократия имеет своё происхождение из древнейших времён, когда человек (по версии верующих) получил от Бога первые заповеди — то есть более 7500 лет тому назад (см. заповеди, данные Адаму и Еве). Установление теократии у евреев началось через Авраама и продолжилось в собрании еврейских племён, потомков Израиля у горы Синай в 1312 году до р. Х. через Моисея, учившего евреев следовать Божественным заповедям, в том числе посредством книг Торы (в виде Идеи). Ярким примером теократического правления является период Судей, которые сами были пророками и первосвященниками (как Самуил). Это продолжалось вплоть до воцарения царя Саула, о котором Бог сказал пророку Самуилу: «Внемли гласу народа во всём, что скажут тебе, ибо не тебя отвергли они, но Меня отвергли они от царства над ними» (1 Самуила 8:7). Показав таким образом никчёмность самонадеянности, Бог покарал нечестивого царя Саула со всем его потомством, и поставил царём евреев благочестивого Давида, который был пророком. Так в Иудее установилась теократическая монархия. Главным принципом теократической монархии является то, что ни народ непосредственно, ни какие-либо его представители или единовластный представитель не придумывают законы своей жизни, а лишь беспрекословно следуют указаниям Бога.

### Мормонизм
Другим примером была администрация недолго существовавшего мормонского государства Дезерет.

### Ислам
Первое исламское государство было со столицей в Медине и управлялось непосредственно пророком Мухаммадом. Пророк подписал Мединскую конституцию с лидерами других общин в городе. После его смерти исламское государство расширилось и стало империей (Халифатом) со столицей сначала в Дамаске, затем в Багдаде.
Согласно мусульманскому преданию, пророку Юсуфу была предложена важная правительственная роль только потому, что он был заслуживающим доверия, мудрым и знающим. Благодаря знанию пророка Юсуфа, а также благодаря его этическим и искренним усилиям во время критической экономической ситуации весь народ был спасён от семилетней засухи.
В XIX в. Имамат Шамиля в части Дагестана и Чечни по сути представлял собой теократическое государство, возглавляемое шейхом суфиев Имамом Шамилём.

## Ныне существующие страны с элементами теократии

### Автономное монашеское государство Святой Горы
Афон — особая единица Греческой республики, самоуправляемое сообщество 20 православных монастырей в непосредственной церковной юрисдикции Константинопольского Патриарха (с 1312 года).
Суверенитет Греции над полуостровом закреплён Лозаннским мирным договором 1923 года; режим самоуправления исходно базируется на положениях первого Устава Святой горы Афон («Трагос»), утверждённого Хрисовулом императора Иоанна Цимисхия в 972 году. В отличие от остальной части Константинопольского Патриархата, на Афоне используется исключительно юлианский календарь, в том числе в административных документах.

### Святой Престол
После объединения Италии, Ватикан стал последней оставшейся территорией бывшей Папской области. В 1929 году государство Ватикан было официально признано как независимое государство, путём заключения договоров с итальянским правительством. Главой Ватикана является Папа, избираемый Коллегией кардиналов, которая называется конклавом, собранием высших католических священнослужителей. Папа избирается пожизненно из участвующих в голосовании кардиналов в возрасте до 80 лет. Правовая система Ватикана уходит корнями в каноническое право. Папа «имеет полноту законодательной, исполнительной и судебной властей».

### Исламские государства
Исламским государством является государство, которое основано на принципах шариата. Хотя вопрос о том, какие государства или группы действуют в строгом соответствии с исламским правом, является дискуссионным, в Саудовской Аравии и Иране существуют религиозные суды, регулирующие разные сферы права, и религиозная полиция, обеспечивающая выполнение норм шарата в общественной жизни. Большинство мусульманских стран Ближнего Востока имеют правовые системы, в различной степени находящиеся под влиянием шариата; в то же время Турция, Индонезия, Бангладеш, Пакистан и Мавритания используют в основном светские конституции и правовые системы (последние называют себя «Исламскими республиками»).
В Индии и Филиппинах мусульмане могут добровольно подчиняться нормам шариата в личных и семейных делах, но при этом эти страны не являются исламскими государствами и не применяют шариат в уголовном праве. В то же время в частях Судана, Нигерии, Афганистане, Ливии законы шариата имеют официальный государственный статус.
Правительство Ирана описывается как «теократическая республика». Глава государства Ирана, или верховный лидер, является исламским богословом, избирается органом под названием Совет экспертов и назначается на пожизненный срок. Совет стражей рассматривается как часть исполнительной власти, несёт ответственность за принятие решений, проверяет, соответствуют ли принимаемые законы нормам шариата, и может отстранить кандидатов от выборов и другим образом влиять на избирательный процесс.

### Израиль
Существенная особенность правовой системы Израиля — включение в неё элементов еврейского религиозного права, хотя израильское право не тождественно религиозному праву. Область, в которую религиозное законодательство было инкорпорировано полностью — личный статус. Под юрисдикцией религиозных судов (еврейских, мусульманских, друзских и христианских) находятся акты гражданского состояния (брак, развод, погребение). По закону от 1957 года, Высший суд справедливости Израиля (ивр. בית משפט גבוה לצדק‎, БАГАЦ) уполномочен определять рамки компетенции религиозных судов, передавая в их ведение или изымая из него конкретные дела.
Стремление израильского общества к компромиссу, приемлемому для религиозных и нерелигиозных кругов, а также к сохранению национальных традиций в государственной и общественной жизни страны нашло выражение в так называемом статус-кво, сложившемся ещё до возникновения еврейского государства:
- юрисдикция религиозных судов в области личного статуса (браки и разводы) членов каждой общины;
- признание Шаббата официальным днём отдыха для евреев;
- соблюдение требований кашрута на всех государственных кухнях (в том числе в военных и полицейских частях и больницах);
- автономная сеть религиозных школ.

Принципы Галахи частично оказали влияние на иммиграционное законодательство (см. Закон о возвращении).

## В русской философии
В. С. Соловьёв называл теократию наилучшим «общественным строем», в котором реализуется божественный замысел (София). Это форма государственного устройства, при которой реализован христианский идеал, где царит солидарность наций и классов. Теократия мыслилась Соловьёвым в форме «всемирной монархии», где церковные епархии эквивалентны провинциям Империи. Теократической должна быть Россия, теократической была и израильская монархия при царе Давиде (Соловьёв также именует его «вождём» и «диктатором»). Теократия подразумевает «церковную монархию», когда власть главы государства благословляется первосвященником. Теократия представляет собой золотую середину между крайностями абсолютизма и клерикализма. При этом теократия по-своему идеократична, поскольку она существует для преображения мира.